# 青毛 (久喜市)
青毛（あおげ・おおげ）は、埼玉県久喜市の地名。現行行政地名は青毛一丁目から青毛四丁目および大字青毛。郵便番号は346-0011。

## 地理

### 地形
葛西用水路（旧：古利根川）沿いに自然堤防や河畔砂丘（青毛砂丘）などの微高地がみられ、平沼などはその後背湿地の低地となっているが、概しておおむね平坦である。中島と川原に挟まれた低地（流作）は自然堤防と対を成す形で形成されており、古利根川（現：葛西用水路）の旧流路を示している。

### 小字
- 中島（なかじま）：中嶋や中嶌と表記されている場合もある。今日の青毛四丁目付近。
- 流作（りゅうさく）：青毛中北部の低地から今日の青毛四丁目南部・青毛三丁目北東部付近。
- 中村（なかむら）：青毛中部より今日の青毛一丁目北部・青毛二丁目南部・青葉四丁目北東部付近。
- 川原（かわばら）：今日の青毛二丁目東部・青毛三丁目・栗原三丁目付近。
- 本郷（ほんごう）：けやき台団地北部および今日の青毛二丁目南東部・栗原一丁目 - 四丁目付近。
- 平沼（ひらぬま）：久喜市立青毛小学校付近より青毛1丁目南部・青葉北部付近。
- 上青毛（かみあおげ・かみおおげ）：青毛五柱神社よりおおよそ平沼分水・天王新堀以西の青毛・青葉二丁目付近。
- 大境（おおさかい） - 上青毛の南に所在。今日の久喜青葉団地付近。
- 弁天島（べんてんじま） - 葛西用水路琵琶溜井内に存在した島、字本郷。現・けやき台団地。
- 松原（まつばら） - 『新編武蔵風土記稿』に記述がみられる[4]が、武蔵国郡村誌では確認できない。

このうち昭和40年代に行われた平沼土地区画整理事業により平沼の大部分・大境・上青毛の一部・中村の一部（中村は栗原土地区画整理事業による）は青葉となり、栗原土地区画整理事業により本郷の大部分・中村の一部・川原の一部・流作の一部は住居表示地区の栗原となっている。また、今日の青毛においても久喜市立青毛小学校より東側の地区では青毛特定土地区画整理事業が中村・本郷の一部・川原・流作・中島で行われ、青毛一丁目 - 青毛四丁目の住居表示地区となっている。なお、今日部分的に現存している小字は上青毛・平沼・中村・流作・中島・本郷（飛地）である。これら各土地区画整理事業が行われる以前では隣接する栗原との飛地が多数存在し、特に本郷付近では複雑に入り組んでいた。本郷という地名は栗原二丁目の「本郷児童公園」などに確認できる。地名において過去の時代の資料では「靑毛」と表記されている場合もある。

### 河川
- 青毛堀川
- 天王新堀
- 平沼落川
- 平沼用水
- 平沼悪水
- 平沼分水
- 流作水路
- 葛西用水路

### 自然環境
気候
昭和後期に行われた調査では、青毛の古い集落周辺では久喜市街地に比べ常に低い気温が観測されている。主な要因としては、葛西用水路による冷たい空気の通り道であるためと考えられている。
植物
名木・巨木としては以下が挙げられる。
- 大日堂のボダイジュ - 調査の行われた当時、直径36.7 cm・樹高11.6 m・推定樹齢300年であった。
- 川瀬家のイヌマキ - 調査の行われた当時、直径121 cm・樹高19.3 m・推定樹齢400年であった。なお同地は調査時（土地区画整理事業以前）大字栗原字北であった。

この他、青毛北部にかつて所在していた砂採掘跡の水辺においてタヌキモの生育が確認されている。同地の水深は80 cmから100 cmに達しており、タヌキモが最も優占していた。同地ではタヌキモに次いでコバノヒルムシロが優占していた。これに続きサデクサ・ニオイタデとなっている。1984年（昭和59年）7月15日の調査では比較的アルカリ性の強いpH 7.2〜7.9を示した。同地においては水生昆虫・貝類・同翅類・水生植物などにおいて注目される種が発見されたことから、久喜市内において自然の残された貴重な場として調査員の関心を集めた。しかしその後、ゴミ焼却場の残灰の処分場となったことにより環境は数か月の投棄で目に見えて悪化し、今日においては埋め立てられ水辺は姿を消している。なお、同地は私有地であるため立ち入りは制限されている。タヌキモの生育地周辺の草本群落としては以下の種が確認されている。
- アキノウナギツカミ
- ウマスゲ
- サンカクイ

## 名称問題
青毛の読み方は今日において行政・郵便などでは「アオゲ」が用いられているが、旧来からの住民の間では「オーゲ」という発音が定着している。旧久喜市時代の小学校社会科副読本には青毛に対し「あおげ（おおげ）」と二つのルビが付されており、『久喜市史 民俗編』の「方言・俗語一覧」の項に「オーゲ - 青毛」の表記が確認できる。また『騎西町史 民俗編』では上青毛堀に「かみおおげぼり」、下青毛堀に「しもおおげぼり」のルビがみられ、『鷲宮町史　ふるさとガイド』でも下青毛堀に「しもおおげぼり」のルビがみられる。この他、『幸手市史 自然環境編Ⅰ』では青毛に「おうげ」のルビがあり、『幸手のことば』では「オーゲシバヤ」の語彙がみられ、語彙説明の文中において青毛に「オーゲ」のルビが付されている。これらのことから「オーゲ」という発音は当地においてのみならず、周辺地域も含め広域的に用いられていた。久喜市立青毛小学校が開校した頃、「あおげしょうがっこう」と称し始めたのが「アオゲ」読みの広がりの始まりとされており、近年では「オーゲ」読みに戻すよう久喜市に陳情書が出されている。陳情を受け朝日バス「青葉団地循環」などのバス路線において、一時期車内放送にて「青毛」バス停に対し「次はおおげ」というアナウンスが流されていたが、今日においては「次はあおげ」と元の形に戻されている。中世の時期の村名に「大毛」の文字が当てられていたこともある。

## 歴史

### 年表
- 1596年（慶長元年） - 護摩山常楽寺が開創される。
- 1653年（承応2年） - 松平伊豆守信綱により検地が行われる[4]。
- 1871年（明治4年）4月 - 戸籍法の制定により浦和県第8区（久喜町組合）4小区に置かれる。
- 1879年（明治12年）3月17日 - 郡区町村編制法の埼玉県での施行により、南埼玉郡青毛村となる。
- 1884年（明治17年） - 西村の名で連合戸長役場が置かれ、青毛村・栗原村・古久喜村・野久喜村・西村・吉羽村が連合し、吉羽村20番地の蜜蔵院を借り受け、戸長役場が設けられる。
- 1888年（明治21年） - 久喜幸手道（幸手新道・久喜新道）が開通する。
- 1889年（明治22年）4月1日 - 町村制施行により青毛村が栗原村、古久喜村、野久喜村、西村、吉羽村と合併して南埼玉郡太田村となる。
- 1907年（明治40年）5月1日 - 青毛五柱神社に八幡様（字中村）・猿田彦（字中村）・稲荷神社（字川原）が合祀される。
- 1947年（昭和22年） - カスリーン台風により水害が起こる。
- 1954年（昭和29年）7月1日 - 太田村が久喜町、江面村、清久村と合併して久喜町となる。
- 1963年（昭和38年）9月18日 - 午前5時ごろ葛西用水路橋梁「玉屋橋」の下で体長1.3 m・重量25.5 kgの草魚が捕獲される。
- 1970年（昭和45年）8月25日 - 市街化区域に指定される。
- 1971年（昭和46年）10月1日 - 久喜町が市制施行して久喜市となる。
- 1974年（昭和49年） - 平沼土地区画整理事業が完成し、地区名が「青葉（あおば）」と改められ、久喜青葉団地の入居が開始される。1月8日に青葉地区の住居表示（一丁目 - 五丁目）が実施され、青毛から平沼などの一部分離となる。
- 1975年（昭和50年）2月12日 - 青毛特定土地区画整理組合が埼玉県の認可を受け、組合員170名により発足する。
- 1978年（昭和53年）7月22日 - 栗原地区の住居表示（一丁目 - 四丁目）が実施され、青毛から本郷などの一部分離となる。
- 1980年（昭和55年）4月8日 - 久喜市立青毛小学校が開校する。
- 1981年（昭和56年）3月25日 - 上青毛地区の道路改良工事が竣工する。
- 1997年（平成9年） - エンゼル公園が開設される。
- 1998年（平成10年）
  - 3月 - 青毛特定土地区画整理事業による工事が完了する。
  - 4月 - ふれあいセンター久喜が開設される。
- 2000年（平成12年）7月8日 - 青毛地区の住居表示（青毛一丁目 - 四丁目）が実施される。
- 2002年（平成14年）10月26日 - 吉羽地区の住居表示（一丁目 - 五丁目）が実施され、青毛から上青毛などの一部分離となる。
- 2005年（平成17年）11月4日 - 久喜市青毛特定土地区画整理組合の解散が認可される。
- 2021年（令和3年）2月 - 青毛歩道橋の補修工事が竣工する。

### 地名の由来
中島
葛西用水路が湾曲している地に位置し、低地に挟まれ小高い島のようになっていることからこの名がついたと推察される。葛西用水路の氾濫時もこの地だけは島のように残ったとの伝承がある。
流作
葛西用水路の氾濫時に水害に遭いやすい土地柄であったため、流作と称されたとみられている。
大境
かつて沼であったとみられ、畑まじりの田であったが、土盛りがされ平沼土地区画整理事業により団地とされた。

### 産業
明治期 - 昭和後期の農業
- 農産物 - 米（水稲・陸稲）、大麦、小麦、大豆、小豆、梨、ゴボウ（青毛ゴボウ）、綿花、養蚕（蚕、桑の木）

工業
- レンガ工場（本郷に所在、1961年（昭和36年）に採算が合わず経営を中止、1965年（昭和40年）に火災により焼失）[21]

### 地域行事
- 初詣 - 青毛五柱神社など。
- 御歩射（おびしゃ） - 1月20日。今日では行われていない。
- 初午の御神酒祭り - 2月最初の午の日。
- 秋葉講 - 2月の日曜日および11月。加須市馬内の秋葉神社。
- 産土講
- お開帳 - 3月4日。12年に一度（申年）の大日堂の開帳日。
- お釈迦様祭り - 4月8日。戦前大日堂などでは太鼓を叩き真言を唱えた。
- 諏訪神社の祭り - 4月21日。諏訪神社の春の祭礼。
- 初山参り - 7月1日。幸手市の浅間神社や久喜市の御嶽神社など。当地では幸手市の浅間神社が主流。
- ムギオシキ - 7月上旬。1935年（昭和10年）頃まで行われていた。
- 五柱神社のお祭り（灯籠祭り） - 7月25日。
- 子供百万遍 - 7月25日前後の日曜日。
- 二百二十日 - 荒日の行事は行わず、かつては当番に家に集まり飲食をしていた。
- 十五夜 - 旧暦9月15日。うどんや小麦饅頭を供えた。
- 星祭り - 12月22日。大日堂にて行われている。

### 民間伝承
子供歌
- 人当て遊びの唄 - 「かーごめ　かごめ　かごん中の　鳥は　いついつ　出やる（いしゃる）　夜明けの晩に　鶴と亀が　すべった　うしろの正面　だあれ」
- 寒さの唄 - 「大寒［おおさむ］　小寒［こさむ］　山から小僧が　泣いてきた　何といって　泣いてきた　寒いといって　泣いてきた」
- 悪態唄 - 「青毛［おーげ］の学校　いい学校　あがってみたら　ボロ学校」、「さくらだ学校は　ボロ学校　つっけん棒が九十九本」

まじない
- 「耳だれには青毛の大日堂に筒竹に酒を入れて一度お供えし、それをさげてから耳につけると治る」

正月3か日の食事
- 事例では「正月3か日の朝食は雑煮、昼食は御飯、夕飯は御飯かうどん・そばを食べる。大神宮には雑煮として大根を供えるだけである。」というものである。[22]

## 世帯数と人口
2022年（令和4年）10月1日時点の世帯数と人口は以下のとおりである。
| 町丁・丁目 | 世帯数    | 人口    |
| ---------- | --------- | ------- |
| 青毛       | 156世帯   | 391人   |
| 青毛一丁目 | 252世帯   | 651人   |
| 青毛二丁目 | 324世帯   | 690人   |
| 青毛三丁目 | 183世帯   | 458人   |
| 青毛四丁目 | 294世帯   | 741人   |
| 計         | 1,209世帯 | 2,931人 |

### 人口の変遷
| 年代                     | 戸数（世帯数） | 男       | 女       | 総人口   |
| ------------------------ | -------------- | -------- | -------- | -------- |
| 文政期                   | 84戸[4]        | （不明） | （不明） | （不明） |
| 1879年（明治12年）8月    | 87戸           | （不明） | （不明） | （不明） |
| 明治初期（郡村誌より）   | 91戸           | 227人    | 248人    | 475人    |
| 1968年（昭和43年）       | 129世帯        | （不明） | （不明） | 689人    |
| 1969年（昭和44年）       | 138世帯        | （不明） | （不明） | 727人    |
| 1970年（昭和45年）       | 141世帯        | （不明） | （不明） | 732人    |
| 1971年（昭和46年）       | 150世帯        | （不明） | （不明） | 751人    |
| 1972年（昭和47年）       | 155世帯        | （不明） | （不明） | 765人    |
| 1973年（昭和48年）       | 160世帯        | （不明） | （不明） | 759人    |
| 1974年（昭和49年）       | 168世帯        | （不明） | （不明） | 772人    |
| 1975年（昭和50年）       | 153世帯        | （不明） | （不明） | 722人    |
| 1976年（昭和51年）       | 166世帯        | （不明） | （不明） | 757人    |
| 1977年（昭和52年）       | 200世帯        | （不明） | （不明） | 856人    |
| 1978年（昭和53年）       | 229世帯        | （不明） | （不明） | 968人    |
| 1979年（昭和54年）       | 155世帯        | （不明） | （不明） | 661人    |
| 1980年（昭和55年）       | 151世帯        | （不明） | （不明） | 651人    |
| 1981年（昭和56年）       | 184世帯        | （不明） | （不明） | 776人    |
| 1982年（昭和57年）       | 196世帯        | （不明） | （不明） | 808人    |
| 1983年（昭和58年）       | 201世帯        | （不明） | （不明） | 823人    |
| 1984年（昭和59年）       | 215世帯        | （不明） | （不明） | 871人    |
| 1985年（昭和60年）       | 217世帯        | （不明） | （不明） | 900人    |
| 1986年（昭和61年）       | 221世帯        | （不明） | （不明） | 916人    |
| 1987年（昭和62年）       | 223世帯        | （不明） | （不明） | 903人    |
| 2010年（平成22年）4月1日 | 1,026世帯      | 1,478人  | 1,449人  | 2,927人  |
| 2011年（平成23年）4月1日 | 1,029世帯      | 1,476人  | 1,452人  | 2,928人  |
| 2012年（平成24年）4月1日 | 1,045世帯      | 1,475人  | 1,464人  | 2,939人  |
| 2013年（平成25年）4月1日 | 1,077世帯      | 1,495人  | 1,468人  | 2,963人  |
| 2014年（平成26年）4月1日 | 1,086世帯      | 1,492人  | 1,465人  | 2,957人  |
| 2015年（平成27年）4月1日 | 1,088世帯      | 1,470人  | 1,432人  | 2,902人  |
| 2016年（平成28年）4月1日 | 1,133世帯      | 1,516人  | 1,486人  | 3,002人  |
| 2017年（平成29年）4月1日 | 1,156世帯      | 1,512人  | 1,494人  | 3,006人  |
| 2018年（平成30年）4月1日 | 1,176世帯      | 1,527人  | 1,504人  | 3,031人  |
| 2019年（平成31年）4月1日 | 1,176世帯      | 1,500人  | 1,487人  | 2,987人  |
| 2020年（令和2年）4月1日  | 1,203世帯      | 1,502人  | 1,495人  | 2,997人  |
| 2021年（令和3年）4月1日  | 1,220世帯      | 1,499人  | 1,499人  | 2,998人  |
| 2022年（令和4年）4月1日  | 1,201世帯      | 1,476人  | 1,467人  | 2,943人  |
注：平成・令和の人口データは青毛・青毛一丁目 - 四丁目の総計。

## 小・中学校の学区
市立小・中学校に通う場合、学区（校区）は以下の通りとなる。
| 町丁・丁目 | 区域・番地   | 小学校             | 中学校               |
| ---------- | ------------ | ------------------ | -------------------- |
| 青毛       | 青毛堀川西側 | 久喜市立太田小学校 | 久喜市立太東中学校   |
| 青毛       | 青毛堀川東側 | 久喜市立青毛小学校 | 久喜市立久喜東中学校 |
| 青毛一丁目 | 全域         | 久喜市立青毛小学校 | 久喜市立久喜東中学校 |
| 青毛二丁目 | 全域         | 久喜市立青毛小学校 | 久喜市立久喜東中学校 |
| 青毛三丁目 | 全域         | 久喜市立青毛小学校 | 久喜市立久喜東中学校 |
| 青毛四丁目 | 全域         | 久喜市立青毛小学校 | 久喜市立久喜東中学校 |

## 交通

### 鉄道
地内に鉄道は敷設されていない。最寄り駅は東武日光線「幸手駅」、または下記のバス利用でJR東日本宇都宮線（東北本線）「久喜駅」である。

### バス
- 朝日自動車久喜営業所
- 久喜市内循環バス

### 道路
- 埼玉県道153号幸手久喜線
- ピースロード（都市計画道路青毛平沼川原線）

## 地域

### 寺社・史蹟
- 五柱神社（青毛神社）
- 護摩山常樂寺
- 広福庵 -本郷に所在した。現存せず。
- 馬頭観音（現青葉公園内、「埼玉郡青毛村」と彫られた板碑など。）
- 川瀬家のイヌマキ
- 大日堂
- 青毛砂丘
- 平沼遺跡
- 青毛西遺跡
- 上青毛遺跡
- 中島遺跡
- 喜橋遺跡

### 施設
公共施設
- ふれあいセンター久喜
- 久喜市けやきの木共同作業所
- 久喜市立青毛小学校
- 花みずき会館
- 久喜警察署太田交番
- 青毛歩道橋
- 埼玉県春日部農林振興センター久喜中継所（旧埼玉県久喜農業改良普及センター、旧埼玉県久喜農業改良普及所） - 2022年現在、施設は閉鎖されている。業務は春日部農林振興センターへ統廃合。
- エンゼル公園

民間施設
- 川口信用金庫
- 久喜あおば幼稚園